# (17992) Japellegrino
(17992) Japellegrino est un astéroïde de la ceinture principale d'astéroïdes.

## Description
(17992) Japellegrino est un astéroïde de la ceinture principale d'astéroïdes. Il fut découvert le 12 mai 1999 à Socorro (Nouveau-Mexique) par le projet LINEAR. Il présente une orbite caractérisée par un demi-grand axe de 2,36 UA, une excentricité de 0,06 et une inclinaison de 5,4° par rapport à l'écliptique.

## Compléments